# جاش بوث
جاش بوث (انگلیسی: Josh Booth؛ زادهٔ ۹ اکتبر ۱۹۹۰) ورزشکار روئینگ اهل استرالیا است.
وی در مسابقات کشوری و بین‌المللی در مجموع برندهٔ ۲ مدال نقره شده‌است.